# Hannah England
Hannah England (Reino Unido, 6 de marzo de 1987) es una atleta británica, especialista en la prueba de 1500 metros, con la que llegó a ser campeona mundial en 2011.

## Carrera deportiva
En el Mundial de Daegu 2011 gana la medalla de plata en los 1500 metros, con un tiempo de 4:05.68, tras la estadounidense Jennifer Simpson y por delante de la española Natalia Rodríguez que ganó el bronce.